# XQc
Felix "xQc" Lengyel, născut pe 12 noiembrie 1995, este un jucător profesionist de esporturi și personalitate de internet canadiană. Cu o carieră ce a început în Overwatch și a evoluat în streaming pe platforma Twitch, xQc a devenit un fenomen global, cunoscut pentru stilul său energic și carisma sa unică.

## Viața Personală
Félix Lengyel își menține viața personală relativ privată, dar a împărtășit ocazional detalii despre interesele și hobby-urile sale în afara gaming-ului. Este cunoscut pentru pasiunea sa pentru fitness și pentru dragostea sa pentru animale, având un câine numit "Zow".

## Cariera în Esporturi

### Începuturile în Overwatch
Felix Lengyel a început să joace Overwatch la scurt timp după lansarea jocului în 2016. 
Prima sa echipă notabilă a fost Denial eSports, unde a avut performanțe remarcabile în diverse turnee. În 2017, a fost recrutat de echipa canadiana Luminosity Gaming, care ulterior s-a rebranduit ca Arc 6. Performanțele sale excelente i-au adus recunoaștere și i-au deschis calea spre liga Overwatch.
S-a alăturat echipei DatZit Gaming, o echipă semiprofesionistă din Quebec, Canada. În scurt timp, talentul său a fost remarcat, și a fost recrutat de echipe mai mari.

### Dallas Fuel și Controversele
În 2017, xQc a fost selectat să joace pentru Dallas Fuel în Overwatch League (OWL). Cu toate acestea, cariera sa în OWL a fost marcată de numeroase controverse și suspendări. În ciuda abilităților sale impresionante de joc, comportamentul său impulsiv și comentariile inadecvate au dus la multiple suspendări și, în cele din urmă, la despărțirea de echipă în 2018.

### Echipa Națională a Canadei
În paralel cu cariera sa în OWL, xQc a jucat pentru echipa națională a Canadei la Cupa Mondială Overwatch. A avut o contribuție semnificativă în anii 2017 și 2018, ajutând echipa să obțină rezultate remarcabile și să câștige popularitate în comunitatea globală de Overwatch.

## Cariera în Streaming

### Trecerea la Twitch
După încheierea carierei sale în OWL, xQc s-a concentrat pe streaming pe Twitch. Datorită personalității sale energice și a abilităților sale de joc, a acumulat rapid un număr mare de urmăritori. Canalele sale de Twitch și YouTube au devenit extrem de populare, atrăgând milioane de vizualizări.

### Conținut Diversificat
xQc nu s-a limitat doar la Overwatch. A diversificat conținutul canalului său, jucând o varietate de jocuri, de la jocuri de strategie și puzzle, la jocuri de acțiune și simulatoare. De asemenea, xQc este cunoscut pentru stream-urile sale de "React", unde vizionează și comentează videoclipuri de pe internet, abordând subiecte diverse, de la știri și evenimente curente la meme-uri și clipuri amuzante.

### Colaborări și Evenimente
xQc a colaborat cu numeroși alți creatori de conținut și streameri. A participat la diverse evenimente și turnee de caritate, demonstrându-și abilitatea de a aduce comunități împreună și de a genera donații semnificative pentru cauze nobile. Printre cele mai notabile colaborări se numără participarea sa în evenimentele organizate de Ludwig Ahgren, un alt streamer popular.

### Stilul de Streaming
xQc este cunoscut pentru stilul său energic și adesea imprevizibil de streaming. Își schimbă frecvent jocurile, jucând o varietate de titluri, de la jocuri de tip FPS până la simulatoare și jocuri indie. Personalitatea sa vibrantă și interacțiunea constantă cu comunitatea l-au făcut un favorit printre fani.

## Impact și Influență

### Cultură și Comunitate
xQc a devenit mai mult decât un simplu streamer; el este un influențator cultural. Abordările sale sincere și directe, combinată cu umorul său inconfundabil, l-au transformat într-o figură emblematică în comunitatea de gaming și streaming. Fanii săi, cunoscuți sub numele de "Juicers", sunt extrem de loiali și activi în comunitatea online.

### Controverse și Critici
În ciuda succesului său, xQc nu a fost ferit de controverse. Comportamentul său exploziv și comentariile uneori inadecvate i-au adus critici și suspendări temporare de pe Twitch. Cu toate acestea, a demonstrat o capacitate remarcabilă de a reveni și de a continua să crească în popularitate.

### Colaborări și Parteneriate
xQc a colaborat cu numeroși alți streameri și creatori de conținut, participând la diverse evenimente și turnee online. De asemenea, a încheiat parteneriate cu mai multe companii de gaming și tehnologie, promovând produsele acestora în cadrul stream-urilor sale.

## Concluzie
Felix "xQc" Lengyel reprezintă un exemplu fascinant de cum o personalitate puternică și un talent autentic pot transforma pe cineva într-o vedetă globală în era digitală. Cu un parcurs impresionant de la jucător profesionist de Overwatch la unul dintre cei mai populari streameri din lume, xQc continuă să fie o forță de neoprit în industria de gaming și divertisment online.